# Eleições presidenciais de 2016 em Ponta Delgada

## Resultados Oficiais
| Candidato               | Candidato                | Votos  | %               |
| ----------------------- | ------------------------ | ------ | --------------- |
|                         | Marcelo Rebelo de Sousa  | 10 748 | 56,89 / 100,00  |
|                         | António Sampaio da Nóvoa | 4 356  | 23,05 / 100,00  |
|                         | Marisa Matias            | 1 764  | 9,34 / 100,00   |
|                         | Maria de Belém Roseira   | 661    | 3,50 / 100,00   |
|                         | Paulo de Morais          | 506    | 2,68 / 100,00   |
|                         | Vitorino Silva           | 334    | 1,77 / 100,00   |
|                         | Edgar Silva              | 248    | 1,31 / 100,00   |
|                         | Henrique Neto            | 170    | 0,90 / 100,00   |
|                         | Jorge Sequeira           | 58     | 0,31 / 100,00   |
|                         | Cândido Ferreira         | 49     | 0,26 / 100,00   |
| Votos Inválidos         | Votos Inválidos          | 435    | 2,25 / 100,00   |
| Total                   | Total                    | 19 329 | 100,00 / 100,00 |
| Eleitorado/Participação | Eleitorado/Participação  | 64 574 | 29,93 / 100,00  |

## Resultados por Freguesia
Os resultados dos candidatos por freguesia foram os seguintes:
| Freguesia                     | %     | %     | %     | %    | %    | %    | %    | %    | %    | %    | Votantes |
| Freguesia                     | MRS   | ASN   | MM    | MBR  | PM   | VS   | ES   | HN   | JS   | CF   | Votantes |
| ----------------------------- | ----- | ----- | ----- | ---- | ---- | ---- | ---- | ---- | ---- | ---- | -------- |
| Ajuda da Bretanha             | 64,44 | 11,67 | 6,67  | 3,33 | 4,44 | 4,44 | 1,11 | 0,56 | 1,11 | 2,22 | 190      |
| Arrifes                       | 56,30 | 23,07 | 9,40  | 4,43 | 1,91 | 1,99 | 1,30 | 0,92 | 0,23 | 0,46 | 1 342    |
| Candelária                    | 60,00 | 18,22 | 11,11 | 4,44 | 1,33 | 1,33 | 1,33 | 1,78 | 0,44 | 0    | 227      |
| Capelas                       | 57,87 | 21,12 | 10,56 | 4,28 | 1,29 | 2,09 | 1,39 | 0,50 | 0,20 | 0,70 | 1 026    |
| Covoada                       | 62,19 | 18,02 | 9,54  | 2,47 | 1,77 | 2,12 | 2,12 | 1,41 | 0,35 | 0    | 291      |
| Fajã de Baixo                 | 55,74 | 25,57 | 8,44  | 2,30 | 3,72 | 1,80 | 0,74 | 0,99 | 0,56 | 0,12 | 1 653    |
| Fajã de Cima                  | 58,61 | 22,75 | 10,28 | 2,70 | 1,67 | 1,54 | 1,03 | 0,90 | 0,13 | 0,39 | 790      |
| Fenais da Luz                 | 54,91 | 20,76 | 12,05 | 2,68 | 4,46 | 1,56 | 2,01 | 0,89 | 0,22 | 0,45 | 455      |
| Feteiras                      | 54,11 | 21,65 | 6,93  | 7,79 | 2,60 | 2,60 | 1,73 | 1,30 | 0,43 | 0,87 | 237      |
| Ginetes                       | 60,07 | 18,40 | 11,46 | 5,56 | 0,69 | 2,43 | 1,04 | 0    | 0,35 | 0    | 291      |
| Mosteiros                     | 66,11 | 17,61 | 7,31  | 4,98 | 0,33 | 1,66 | 1,66 | 0,33 | 0    | 0    | 305      |
| Pilar da Bretanha             | 57,65 | 15,31 | 14,29 | 5,61 | 2,04 | 0,51 | 2,04 | 1,53 | 1,02 | 0    | 198      |
| Ponta Delgada (São José)      | 55,72 | 25,46 | 9,01  | 2,73 | 2,63 | 1,57 | 1,27 | 1,37 | 0,20 | 0,05 | 2 027    |
| Ponta Delgada (São Pedro)     | 53,76 | 27,24 | 8,39  | 2,52 | 3,85 | 1,56 | 1,72 | 0,76 | 0,11 | 0,08 | 2 679    |
| Ponta Delgada (São Sebastião) | 58,11 | 22,96 | 8,11  | 2,84 | 3,36 | 1,32 | 0,99 | 1,45 | 0,59 | 0,26 | 1 555    |
| Relva                         | 61,07 | 20,96 | 7,42  | 4,43 | 1,95 | 1,69 | 1,56 | 0,52 | 0,13 | 0,26 | 787      |
| Remédios                      | 60,77 | 14,47 | 11,25 | 7,07 | 1,61 | 3,22 | 0,96 | 0,64 | 0    | 0    | 320      |
| Rosto do Cão (Livramento)     | 57,63 | 22,47 | 10,38 | 3,69 | 2,14 | 1,63 | 0,86 | 0,77 | 0,34 | 0,09 | 1 195    |
| Rosto do Cão (São Roque)      | 53,79 | 24,44 | 9,76  | 3,75 | 3,59 | 2,00 | 1,50 | 0,83 | 0,17 | 0,17 | 1 219    |
| Santa Bárbara                 | 55,60 | 20,75 | 12,45 | 3,73 | 0,83 | 3,32 | 1,24 | 0,41 | 0,41 | 1,24 | 246      |
| Santa Clara                   | 52,38 | 25,52 | 9,72  | 4,53 | 3,31 | 1,55 | 1,66 | 0,55 | 0,33 | 0,44 | 928      |
| Santo António                 | 62,50 | 18,44 | 9,02  | 3,89 | 1,23 | 2,25 | 1,02 | 0,82 | 0,41 | 0,41 | 499      |
| São Vicente Ferreira          | 61,13 | 18,93 | 10,69 | 2,60 | 2,17 | 1,73 | 1,16 | 0,87 | 0,58 | 0,14 | 710      |
| Sete Cidades                  | 57,96 | 21,02 | 9,55  | 8,28 | 0,64 | 0    | 1,27 | 0    | 0,64 | 0,64 | 159      |
| Ponta Delgada                 | 56,89 | 23,05 | 9,34  | 3,50 | 2,68 | 1,77 | 1,31 | 0,90 | 0,31 | 0,26 | 19 329   |

#### Ajuda da Bretanha
| Candidato               | Candidato                | Votos | %               |
| ----------------------- | ------------------------ | ----- | --------------- |
|                         | Marcelo Rebelo de Sousa  | 116   | 64,44 / 100,00  |
|                         | António Sampaio da Nóvoa | 21    | 11,67 / 100,00  |
|                         | Marisa Matias            | 12    | 6,67 / 100,00   |
|                         | Paulo de Morais          | 8     | 4,44 / 100,00   |
|                         | Vitorino Silva           | 8     | 4,44 / 100,00   |
|                         | Maria de Belém Roseira   | 6     | 3,33 / 100,00   |
|                         | Cândido Ferreira         | 4     | 2,22 / 100,00   |
|                         | Edgar Silva              | 2     | 1,11 / 100,00   |
|                         | Jorge Sequeira           | 2     | 1,11 / 100,00   |
|                         | Henrique Neto            | 1     | 0,56 / 100,00   |
| Votos Inválidos         | Votos Inválidos          | 10    | 5,26 / 100,00   |
| Total                   | Total                    | 190   | 100,00 / 100,00 |
| Eleitorado/Participação | Eleitorado/Participação  | 683   | 27,82 / 100,00  |

#### Arrifes
| Candidato               | Candidato                | Votos | %               |
| ----------------------- | ------------------------ | ----- | --------------- |
|                         | Marcelo Rebelo de Sousa  | 737   | 56,30 / 100,00  |
|                         | António Sampaio da Nóvoa | 302   | 23,07 / 100,00  |
|                         | Marisa Matias            | 123   | 9,40 / 100,00   |
|                         | Maria de Belém Roseira   | 58    | 4,43 / 100,00   |
|                         | Vitorino Silva           | 26    | 1,99 / 100,00   |
|                         | Paulo de Morais          | 25    | 1,91 / 100,00   |
|                         | Edgar Silva              | 17    | 1,30 / 100,00   |
|                         | Henrique Neto            | 12    | 0,92 / 100,00   |
|                         | Cândido Ferreira         | 6     | 0,46 / 100,00   |
|                         | Jorge Sequeira           | 3     | 0,23 / 100,00   |
| Votos Inválidos         | Votos Inválidos          | 33    | 2,46 / 100,00   |
| Total                   | Total                    | 1 342 | 100,00 / 100,00 |
| Eleitorado/Participação | Eleitorado/Participação  | 6 540 | 20,52 / 100,00  |

#### Candelária
| Candidato               | Candidato                | Votos | %               |
| ----------------------- | ------------------------ | ----- | --------------- |
|                         | Marcelo Rebelo de Sousa  | 135   | 60,00 / 100,00  |
|                         | António Sampaio da Nóvoa | 41    | 18,22 / 100,00  |
|                         | Marisa Matias            | 25    | 11,11 / 100,00  |
|                         | Maria de Belém Roseira   | 10    | 4,44 / 100,00   |
|                         | Henrique Neto            | 4     | 1,78 / 100,00   |
|                         | Paulo de Morais          | 3     | 1,33 / 100,00   |
|                         | Vitorino Silva           | 3     | 1,33 / 100,00   |
|                         | Edgar Silva              | 3     | 1,33 / 100,00   |
|                         | Cândido Ferreira         | 1     | 0,44 / 100,00   |
|                         | Jorge Sequeira           | 0     | 0,00 / 100,00   |
| Votos Inválidos         | Votos Inválidos          | 2     | 0,88 / 100,00   |
| Total                   | Total                    | 227   | 100,00 / 100,00 |
| Eleitorado/Participação | Eleitorado/Participação  | 986   | 23,02 / 100,00  |

#### Capelas
| Candidato               | Candidato                | Votos | %               |
| ----------------------- | ------------------------ | ----- | --------------- |
|                         | Marcelo Rebelo de Sousa  | 581   | 57,87 / 100,00  |
|                         | António Sampaio da Nóvoa | 212   | 21,12 / 100,00  |
|                         | Marisa Matias            | 106   | 10,56 / 100,00  |
|                         | Maria de Belém Roseira   | 43    | 4,28 / 100,00   |
|                         | Vitorino Silva           | 21    | 2,09 / 100,00   |
|                         | Edgar Silva              | 14    | 1,39 / 100,00   |
|                         | Paulo de Morais          | 13    | 1,29 / 100,00   |
|                         | Cândido Ferreira         | 7     | 0,70 / 100,00   |
|                         | Henrique Neto            | 5     | 0,50 / 100,00   |
|                         | Jorge Sequeira           | 2     | 0,20 / 100,00   |
| Votos Inválidos         | Votos Inválidos          | 22    | 2,14 / 100,00   |
| Total                   | Total                    | 1 026 | 100,00 / 100,00 |
| Eleitorado/Participação | Eleitorado/Participação  | 3 706 | 27,68 / 100,00  |

#### Covoada
| Candidato               | Candidato                | Votos | %               |
| ----------------------- | ------------------------ | ----- | --------------- |
|                         | Marcelo Rebelo de Sousa  | 176   | 62,19 / 100,00  |
|                         | António Sampaio da Nóvoa | 51    | 18,02 / 100,00  |
|                         | Marisa Matias            | 27    | 9,54 / 100,00   |
|                         | Maria de Belém Roseira   | 7     | 2,47 / 100,00   |
|                         | Vitorino Silva           | 6     | 2,12 / 100,00   |
|                         | Edgar Silva              | 6     | 2,12 / 100,00   |
|                         | Paulo de Morais          | 5     | 1,77 / 100,00   |
|                         | Henrique Neto            | 4     | 1,41 / 100,00   |
|                         | Jorge Sequeira           | 1     | 0,35 / 100,00   |
|                         | Cândido Ferreira         | 0     | 0,00 / 100,00   |
| Votos Inválidos         | Votos Inválidos          | 8     | 2,71 / 100,00   |
| Total                   | Total                    | 291   | 100,00 / 100,00 |
| Eleitorado/Participação | Eleitorado/Participação  | 1 184 | 24,58 / 100,00  |

#### Fajã de Baixo
| Candidato               | Candidato                | Votos | %               |
| ----------------------- | ------------------------ | ----- | --------------- |
|                         | Marcelo Rebelo de Sousa  | 898   | 55,74 / 100,00  |
|                         | António Sampaio da Nóvoa | 412   | 25,57 / 100,00  |
|                         | Marisa Matias            | 136   | 8,44 / 100,00   |
|                         | Paulo de Morais          | 60    | 3,72 / 100,00   |
|                         | Maria de Belém Roseira   | 37    | 2,30 / 100,00   |
|                         | Vitorino Silva           | 29    | 1,80 / 100,00   |
|                         | Henrique Neto            | 16    | 0,99 / 100,00   |
|                         | Edgar Silva              | 12    | 0,74 / 100,00   |
|                         | Jorge Sequeira           | 9     | 0,56 / 100,00   |
|                         | Cândido Ferreira         | 2     | 0,12 / 100,00   |
| Votos Inválidos         | Votos Inválidos          | 42    | 2,55 / 100,00   |
| Total                   | Total                    | 1 653 | 100,00 / 100,00 |
| Eleitorado/Participação | Eleitorado/Participação  | 4 594 | 35,98 / 100,00  |

#### Fajã de Cima
| Candidato               | Candidato                | Votos | %               |
| ----------------------- | ------------------------ | ----- | --------------- |
|                         | Marcelo Rebelo de Sousa  | 456   | 58,61 / 100,00  |
|                         | António Sampaio da Nóvoa | 177   | 22,75 / 100,00  |
|                         | Marisa Matias            | 80    | 10,28 / 100,00  |
|                         | Maria de Belém Roseira   | 21    | 2,70 / 100,00   |
|                         | Paulo de Morais          | 13    | 1,67 / 100,00   |
|                         | Vitorino Silva           | 12    | 1,54 / 100,00   |
|                         | Edgar Silva              | 8     | 1,03 / 100,00   |
|                         | Henrique Neto            | 7     | 0,90 / 100,00   |
|                         | Cândido Ferreira         | 3     | 0,39 / 100,00   |
|                         | Jorge Sequeira           | 1     | 0,13 / 100,00   |
| Votos Inválidos         | Votos Inválidos          | 12    | 1,52 / 100,00   |
| Total                   | Total                    | 790   | 100,00 / 100,00 |
| Eleitorado/Participação | Eleitorado/Participação  | 3 011 | 26,24 / 100,00  |

#### Fenais da Luz
| Candidato               | Candidato                | Votos | %               |
| ----------------------- | ------------------------ | ----- | --------------- |
|                         | Marcelo Rebelo de Sousa  | 246   | 54,91 / 100,00  |
|                         | António Sampaio da Nóvoa | 93    | 20,76 / 100,00  |
|                         | Marisa Matias            | 54    | 12,05 / 100,00  |
|                         | Paulo de Morais          | 20    | 4,46 / 100,00   |
|                         | Maria de Belém Roseira   | 12    | 2,68 / 100,00   |
|                         | Edgar Silva              | 9     | 2,01 / 100,00   |
|                         | Vitorino Silva           | 7     | 1,56 / 100,00   |
|                         | Henrique Neto            | 4     | 0,89 / 100,00   |
|                         | Cândido Ferreira         | 2     | 0,45 / 100,00   |
|                         | Jorge Sequeira           | 1     | 0,22 / 100,00   |
| Votos Inválidos         | Votos Inválidos          | 7     | 1,54 / 100,00   |
| Total                   | Total                    | 455   | 100,00 / 100,00 |
| Eleitorado/Participação | Eleitorado/Participação  | 1 807 | 25,18 / 100,00  |

#### Feteiras
| Candidato               | Candidato                | Votos | %               |
| ----------------------- | ------------------------ | ----- | --------------- |
|                         | Marcelo Rebelo de Sousa  | 125   | 54,11 / 100,00  |
|                         | António Sampaio da Nóvoa | 50    | 21,65 / 100,00  |
|                         | Maria de Belém Roseira   | 18    | 7,79 / 100,00   |
|                         | Marisa Matias            | 16    | 6,93 / 100,00   |
|                         | Paulo de Morais          | 6     | 2,60 / 100,00   |
|                         | Vitorino Silva           | 6     | 2,60 / 100,00   |
|                         | Edgar Silva              | 4     | 1,73 / 100,00   |
|                         | Henrique Neto            | 3     | 1,30 / 100,00   |
|                         | Cândido Ferreira         | 2     | 0,87 / 100,00   |
|                         | Jorge Sequeira           | 1     | 0,43 / 100,00   |
| Votos Inválidos         | Votos Inválidos          | 6     | 2,53 / 100,00   |
| Total                   | Total                    | 237   | 100,00 / 100,00 |
| Eleitorado/Participação | Eleitorado/Participação  | 1 387 | 17,09 / 100,00  |

#### Ginetes
| Candidato               | Candidato                | Votos | %               |
| ----------------------- | ------------------------ | ----- | --------------- |
|                         | Marcelo Rebelo de Sousa  | 173   | 60,07 / 100,00  |
|                         | António Sampaio da Nóvoa | 53    | 18,40 / 100,00  |
|                         | Marisa Matias            | 33    | 11,46 / 100,00  |
|                         | Maria de Belém Roseira   | 16    | 5,56 / 100,00   |
|                         | Vitorino Silva           | 7     | 2,43 / 100,00   |
|                         | Edgar Silva              | 3     | 1,04 / 100,00   |
|                         | Paulo de Morais          | 2     | 0,69 / 100,00   |
|                         | Jorge Sequeira           | 1     | 0,35 / 100,00   |
|                         | Henrique Neto            | 0     | 0,00 / 100,00   |
|                         | Cândido Ferreira         | 0     | 0,00 / 100,00   |
| Votos Inválidos         | Votos Inválidos          | 3     | 1,03 / 100,00   |
| Total                   | Total                    | 291   | 100,00 / 100,00 |
| Eleitorado/Participação | Eleitorado/Participação  | 1 099 | 26,48 / 100,00  |

#### Mosteiros
| Candidato               | Candidato                | Votos | %               |
| ----------------------- | ------------------------ | ----- | --------------- |
|                         | Marcelo Rebelo de Sousa  | 199   | 66,11 / 100,00  |
|                         | António Sampaio da Nóvoa | 53    | 17,61 / 100,00  |
|                         | Marisa Matias            | 22    | 7,31 / 100,00   |
|                         | Maria de Belém Roseira   | 15    | 4,98 / 100,00   |
|                         | Vitorino Silva           | 5     | 1,66 / 100,00   |
|                         | Edgar Silva              | 5     | 1,66 / 100,00   |
|                         | Paulo de Morais          | 1     | 0,33 / 100,00   |
|                         | Henrique Neto            | 1     | 0,33 / 100,00   |
|                         | Cândido Ferreira         | 0     | 0,00 / 100,00   |
|                         | Jorge Sequeira           | 0     | 0,00 / 100,00   |
| Votos Inválidos         | Votos Inválidos          | 4     | 1,31 / 100,00   |
| Total                   | Total                    | 305   | 100,00 / 100,00 |
| Eleitorado/Participação | Eleitorado/Participação  | 1 089 | 28,01 / 100,00  |

#### Pilar da Bretanha
| Candidato               | Candidato                | Votos | %               |
| ----------------------- | ------------------------ | ----- | --------------- |
|                         | Marcelo Rebelo de Sousa  | 113   | 57,65 / 100,00  |
|                         | António Sampaio da Nóvoa | 30    | 15,31 / 100,00  |
|                         | Marisa Matias            | 28    | 14,29 / 100,00  |
|                         | Maria de Belém Roseira   | 11    | 5,61 / 100,00   |
|                         | Paulo de Morais          | 4     | 2,04 / 100,00   |
|                         | Edgar Silva              | 4     | 2,04 / 100,00   |
|                         | Henrique Neto            | 3     | 1,53 / 100,00   |
|                         | Jorge Sequeira           | 2     | 1,02 / 100,00   |
|                         | Vitorino Silva           | 1     | 0,51 / 100,00   |
|                         | Cândido Ferreira         | 0     | 0,00 / 100,00   |
| Votos Inválidos         | Votos Inválidos          | 2     | 1,02 / 100,00   |
| Total                   | Total                    | 198   | 100,00 / 100,00 |
| Eleitorado/Participação | Eleitorado/Participação  | 584   | 33,90 / 100,00  |

#### Ponta Delgada (São José)
| Candidato               | Candidato                | Votos | %               |
| ----------------------- | ------------------------ | ----- | --------------- |
|                         | Marcelo Rebelo de Sousa  | 1 101 | 55,72 / 100,00  |
|                         | António Sampaio da Nóvoa | 503   | 25,46 / 100,00  |
|                         | Marisa Matias            | 178   | 9,01 / 100,00   |
|                         | Maria de Belém Roseira   | 54    | 2,73 / 100,00   |
|                         | Paulo de Morais          | 52    | 2,63 / 100,00   |
|                         | Vitorino Silva           | 31    | 1,57 / 100,00   |
|                         | Henrique Neto            | 27    | 1,37 / 100,00   |
|                         | Edgar Silva              | 25    | 1,27 / 100,00   |
|                         | Jorge Sequeira           | 4     | 0,20 / 100,00   |
|                         | Cândido Ferreira         | 1     | 0,05 / 100,00   |
| Votos Inválidos         | Votos Inválidos          | 51    | 2,52 / 100,00   |
| Total                   | Total                    | 2 027 | 100,00 / 100,00 |
| Eleitorado/Participação | Eleitorado/Participação  | 5 862 | 34,58 / 100,00  |

#### Ponta Delgada (São Pedro)
| Candidato               | Candidato                | Votos | %               |
| ----------------------- | ------------------------ | ----- | --------------- |
|                         | Marcelo Rebelo de Sousa  | 1 409 | 53,76 / 100,00  |
|                         | António Sampaio da Nóvoa | 714   | 27,24 / 100,00  |
|                         | Marisa Matias            | 220   | 8,39 / 100,00   |
|                         | Paulo de Morais          | 101   | 3,85 / 100,00   |
|                         | Maria de Belém Roseira   | 66    | 2,52 / 100,00   |
|                         | Edgar Silva              | 45    | 1,72 / 100,00   |
|                         | Vitorino Silva           | 41    | 1,56 / 100,00   |
|                         | Henrique Neto            | 20    | 0,76 / 100,00   |
|                         | Jorge Sequeira           | 3     | 0,11 / 100,00   |
|                         | Cândido Ferreira         | 2     | 0,08 / 100,00   |
| Votos Inválidos         | Votos Inválidos          | 58    | 2,17 / 100,00   |
| Total                   | Total                    | 2 679 | 100,00 / 100,00 |
| Eleitorado/Participação | Eleitorado/Participação  | 7 692 | 34,83 / 100,00  |

#### Ponta Delgada (São Sebastião)
| Candidato               | Candidato                | Votos | %               |
| ----------------------- | ------------------------ | ----- | --------------- |
|                         | Marcelo Rebelo de Sousa  | 881   | 58,11 / 100,00  |
|                         | António Sampaio da Nóvoa | 348   | 22,96 / 100,00  |
|                         | Marisa Matias            | 123   | 8,11 / 100,00   |
|                         | Paulo de Morais          | 51    | 3,36 / 100,00   |
|                         | Maria de Belém Roseira   | 43    | 2,84 / 100,00   |
|                         | Henrique Neto            | 22    | 1,45 / 100,00   |
|                         | Vitorino Silva           | 20    | 1,32 / 100,00   |
|                         | Edgar Silva              | 15    | 0,99 / 100,00   |
|                         | Jorge Sequeira           | 9     | 0,59 / 100,00   |
|                         | Cândido Ferreira         | 4     | 0,26 / 100,00   |
| Votos Inválidos         | Votos Inválidos          | 39    | 2,51 / 100,00   |
| Total                   | Total                    | 1 555 | 100,00 / 100,00 |
| Eleitorado/Participação | Eleitorado/Participação  | 4 198 | 37,04 / 100,00  |

#### Relva
| Candidato               | Candidato                | Votos | %               |
| ----------------------- | ------------------------ | ----- | --------------- |
|                         | Marcelo Rebelo de Sousa  | 469   | 61,07 / 100,00  |
|                         | António Sampaio da Nóvoa | 161   | 20,96 / 100,00  |
|                         | Marisa Matias            | 57    | 7,42 / 100,00   |
|                         | Maria de Belém Roseira   | 34    | 4,43 / 100,00   |
|                         | Paulo de Morais          | 15    | 1,95 / 100,00   |
|                         | Vitorino Silva           | 13    | 1,69 / 100,00   |
|                         | Edgar Silva              | 12    | 1,56 / 100,00   |
|                         | Henrique Neto            | 4     | 0,52 / 100,00   |
|                         | Cândido Ferreira         | 2     | 0,26 / 100,00   |
|                         | Jorge Sequeira           | 1     | 0,13 / 100,00   |
| Votos Inválidos         | Votos Inválidos          | 19    | 2,41 / 100,00   |
| Total                   | Total                    | 787   | 100,00 / 100,00 |
| Eleitorado/Participação | Eleitorado/Participação  | 2 679 | 29,38 / 100,00  |

#### Remédios
| Candidato               | Candidato                | Votos | %               |
| ----------------------- | ------------------------ | ----- | --------------- |
|                         | Marcelo Rebelo de Sousa  | 189   | 60,77 / 100,00  |
|                         | António Sampaio da Nóvoa | 45    | 14,47 / 100,00  |
|                         | Marisa Matias            | 35    | 11,25 / 100,00  |
|                         | Maria de Belém Roseira   | 22    | 7,07 / 100,00   |
|                         | Vitorino Silva           | 10    | 3,22 / 100,00   |
|                         | Paulo de Morais          | 5     | 1,61 / 100,00   |
|                         | Edgar Silva              | 3     | 0,96 / 100,00   |
|                         | Henrique Neto            | 2     | 0,64 / 100,00   |
|                         | Cândido Ferreira         | 0     | 0,00 / 100,00   |
|                         | Jorge Sequeira           | 0     | 0,00 / 100,00   |
| Votos Inválidos         | Votos Inválidos          | 9     | 2,82 / 100,00   |
| Total                   | Total                    | 320   | 100,00 / 100,00 |
| Eleitorado/Participação | Eleitorado/Participação  | 867   | 36,91 / 100,00  |

#### Rosto do Cão (Livramento)
| Candidato               | Candidato                | Votos | %               |
| ----------------------- | ------------------------ | ----- | --------------- |
|                         | Marcelo Rebelo de Sousa  | 672   | 57,63 / 100,00  |
|                         | António Sampaio da Nóvoa | 262   | 22,47 / 100,00  |
|                         | Marisa Matias            | 121   | 10,88 / 100,00  |
|                         | Maria de Belém Roseira   | 43    | 3,69 / 100,00   |
|                         | Paulo de Morais          | 25    | 2,14 / 100,00   |
|                         | Vitorino Silva           | 19    | 1,63 / 100,00   |
|                         | Edgar Silva              | 10    | 0,86 / 100,00   |
|                         | Henrique Neto            | 9     | 0,77 / 100,00   |
|                         | Jorge Sequeira           | 4     | 0,34 / 100,00   |
|                         | Cândido Ferreira         | 1     | 0,09 / 100,00   |
| Votos Inválidos         | Votos Inválidos          | 29    | 2,43 / 100,00   |
| Total                   | Total                    | 1 195 | 100,00 / 100,00 |
| Eleitorado/Participação | Eleitorado/Participação  | 3 904 | 30,61 / 100,00  |

#### Rosto do Cão (São Roque)
| Candidato               | Candidato                | Votos | %               |
| ----------------------- | ------------------------ | ----- | --------------- |
|                         | Marcelo Rebelo de Sousa  | 645   | 53,79 / 100,00  |
|                         | António Sampaio da Nóvoa | 293   | 24,44 / 100,00  |
|                         | Marisa Matias            | 117   | 9,76 / 100,00   |
|                         | Maria de Belém Roseira   | 45    | 3,75 / 100,00   |
|                         | Paulo de Morais          | 43    | 3,59 / 100,00   |
|                         | Vitorino Silva           | 24    | 2,00 / 100,00   |
|                         | Edgar Silva              | 18    | 1,50 / 100,00   |
|                         | Henrique Neto            | 10    | 0,83 / 100,00   |
|                         | Cândido Ferreira         | 2     | 0,17 / 100,00   |
|                         | Jorge Sequeira           | 2     | 0,17 / 100,00   |
| Votos Inválidos         | Votos Inválidos          | 20    | 1,64 / 100,00   |
| Total                   | Total                    | 1 219 | 100,00 / 100,00 |
| Eleitorado/Participação | Eleitorado/Participação  | 4 477 | 27,23 / 100,00  |

#### Santa Bárbara
| Candidato               | Candidato                | Votos | %               |
| ----------------------- | ------------------------ | ----- | --------------- |
|                         | Marcelo Rebelo de Sousa  | 134   | 55,60 / 100,00  |
|                         | António Sampaio da Nóvoa | 50    | 20,75 / 100,00  |
|                         | Marisa Matias            | 30    | 12,45 / 100,00  |
|                         | Maria de Belém Roseira   | 9     | 3,73 / 100,00   |
|                         | Vitorino Silva           | 8     | 3,32 / 100,00   |
|                         | Edgar Silva              | 3     | 1,24 / 100,00   |
|                         | Cândido Ferreira         | 3     | 1,24 / 100,00   |
|                         | Paulo de Morais          | 2     | 0,83 / 100,00   |
|                         | Henrique Neto            | 1     | 0,41 / 100,00   |
|                         | Jorge Sequeira           | 1     | 0,41 / 100,00   |
| Votos Inválidos         | Votos Inválidos          | 5     | 2,04 / 100,00   |
| Total                   | Total                    | 246   | 100,00 / 100,00 |
| Eleitorado/Participação | Eleitorado/Participação  | 750   | 32,80 / 100,00  |

#### Santa Clara
| Candidato               | Candidato                | Votos | %               |
| ----------------------- | ------------------------ | ----- | --------------- |
|                         | Marcelo Rebelo de Sousa  | 474   | 52,38 / 100,00  |
|                         | António Sampaio da Nóvoa | 231   | 25,52 / 100,00  |
|                         | Marisa Matias            | 88    | 9,72 / 100,00   |
|                         | Maria de Belém Roseira   | 41    | 4,53 / 100,00   |
|                         | Paulo de Morais          | 30    | 3,31 / 100,00   |
|                         | Edgar Silva              | 15    | 1,66 / 100,00   |
|                         | Vitorino Silva           | 14    | 1,55 / 100,00   |
|                         | Henrique Neto            | 5     | 0,55 / 100,00   |
|                         | Cândido Ferreira         | 4     | 0,44 / 100,00   |
|                         | Jorge Sequeira           | 3     | 0,33 / 100,00   |
| Votos Inválidos         | Votos Inválidos          | 23    | 2,47 / 100,00   |
| Total                   | Total                    | 928   | 100,00 / 100,00 |
| Eleitorado/Participação | Eleitorado/Participação  | 2 915 | 31,84 / 100,00  |

#### Santo António
| Candidato               | Candidato                | Votos | %               |
| ----------------------- | ------------------------ | ----- | --------------- |
|                         | Marcelo Rebelo de Sousa  | 305   | 62,50 / 100,00  |
|                         | António Sampaio da Nóvoa | 90    | 18,44 / 100,00  |
|                         | Marisa Matias            | 44    | 9,02 / 100,00   |
|                         | Maria de Belém Roseira   | 19    | 3,89 / 100,00   |
|                         | Vitorino Silva           | 11    | 2,25 / 100,00   |
|                         | Paulo de Morais          | 6     | 1,23 / 100,00   |
|                         | Edgar Silva              | 5     | 1,02 / 100,00   |
|                         | Henrique Neto            | 4     | 0,82 / 100,00   |
|                         | Cândido Ferreira         | 2     | 0,41 / 100,00   |
|                         | Jorge Sequeira           | 2     | 0,41 / 100,00   |
| Votos Inválidos         | Votos Inválidos          | 11    | 1,20 / 100,00   |
| Total                   | Total                    | 499   | 100,00 / 100,00 |
| Eleitorado/Participação | Eleitorado/Participação  | 1 710 | 29,18 / 100,00  |

#### São Vicente Ferreira
| Candidato               | Candidato                | Votos | %               |
| ----------------------- | ------------------------ | ----- | --------------- |
|                         | Marcelo Rebelo de Sousa  | 423   | 61,13 / 100,00  |
|                         | António Sampaio da Nóvoa | 131   | 18,93 / 100,00  |
|                         | Marisa Matias            | 74    | 10,69 / 100,00  |
|                         | Maria de Belém Roseira   | 18    | 2,60 / 100,00   |
|                         | Paulo de Morais          | 15    | 2,17 / 100,00   |
|                         | Vitorino Silva           | 12    | 1,73 / 100,00   |
|                         | Edgar Silva              | 8     | 1,16 / 100,00   |
|                         | Henrique Neto            | 6     | 0,87 / 100,00   |
|                         | Jorge Sequeira           | 4     | 0,58 / 100,00   |
|                         | Cândido Ferreira         | 1     | 0,14 / 100,00   |
| Votos Inválidos         | Votos Inválidos          | 18    | 2,53 / 100,00   |
| Total                   | Total                    | 710   | 100,00 / 100,00 |
| Eleitorado/Participação | Eleitorado/Participação  | 2 155 | 32,95 / 100,00  |

#### Sete Cidades
| Candidato               | Candidato                | Votos | %               |
| ----------------------- | ------------------------ | ----- | --------------- |
|                         | Marcelo Rebelo de Sousa  | 91    | 57,96 / 100,00  |
|                         | António Sampaio da Nóvoa | 33    | 21,02 / 100,00  |
|                         | Marisa Matias            | 15    | 9,55 / 100,00   |
|                         | Maria de Belém Roseira   | 13    | 8,28 / 100,00   |
|                         | Edgar Silva              | 2     | 1,27 / 100,00   |
|                         | Paulo de Morais          | 1     | 0,64 / 100,00   |
|                         | Jorge Sequeira           | 1     | 0,64 / 100,00   |
|                         | Cândido Ferreira         | 1     | 0,64 / 100,00   |
|                         | Vitorino Silva           | 0     | 0,00 / 100,00   |
|                         | Henrique Neto            | 0     | 0,00 / 100,00   |
| Votos Inválidos         | Votos Inválidos          | 2     | 1,26 / 100,00   |
| Total                   | Total                    | 159   | 100,00 / 100,00 |
| Eleitorado/Participação | Eleitorado/Participação  | 695   | 22,88 / 100,00  |